# Space Spartans
Space Spartans (Les Spartiates de l'espace pour la version canadienne francophone) est un jeu vidéo de combat spatial développé et publié par Mattel Electronics, sorti en 1982 sur la console Intellivision. Il est le premier jeu à utiliser le module de synthèse vocale Intellivoice,,,.
Le titre est une allusion à la bataille des Thermopyles au cours de laquelle une poignée de soldats spartiates décida de combattre jusqu'au sacrifice contre une armée perse largement supérieure en nombre afin de laisser le temps aux Grecs d'organiser leurs défenses.

## Synopsis
Vous êtes le capitaine d'un vaisseau spatial explorant l'univers, et rencontrez une flotte d'invasion hostile. Seul contre un flot incessant d'ennemis, vous engagez le combat pour les retarder et laisser le temps à votre Fédération de préparer sa défense face à cet envahisseur.

## Système de jeu
Au premier coup d'œil, Space Spartans peut ressembler à un croisement entre une version parlante de Space Battle et le hit d'Atari Star Raiders,.
Après la sélection du niveau de difficulté, le jeu commence sur l'écran « Grille », une carte quadrillée de l'espace, où chaque case représente un secteur. Le joueur commence à déployer ses 3 bases spatiales dans les 3 secteurs de son choix. Il peut ensuite déplacer le curseur d'une case à l'autre pour envoyer son vaisseau vers le secteur correspondant. Les cases colorées (vert, jaune, orange, rouge et violet) indiquent la présence d'une flotte ennemie dans un secteur et une estimation de sa taille (de 1 à 4 vaisseaux pour une case verte, jusqu'à plus de 33 vaisseaux pour une case violette). Les cases colorées et contenant l'icone « base » marquent l'emplacement d'une base ennemie. Une case avec l'icone « base » jaune indique les bases du joueur, où il peut déplacer son vaisseau pour effectuer des réparations ou se ravitailler en énergie. Si le vaisseau entre dans un secteur occupé par une flotte, l'écran passe en mode « Combat », représentant la vue depuis la tourelle de tir, avec un viseur au centre de l'écran. Pour parfaire l'immersion, aucune information textuelle n'est affichée sur l'écran de combat, tous les renseignements sont donnés par synthèse vocale.
Trois voix différentes guident et informent le joueur pendant le combat :
- L'ordinateur central (voix masculine) renseigne sur le niveau d'énergie du vaisseau et émet une alerte s'il descend au-dessous de 1 000 unités. Il donne également le nombre de vaisseaux ennemis restant dans le secteur actuel.
- L'ordinateur du vaisseau (voix féminine) indique l'état des systèmes du vaisseau (boucliers, moteur à impulsion, moteur hyperespace, système de visée), et la progression des réparations.
- L'ordinateur de la base (voix robotique monotone) alerte lorsqu'une des bases spatiales du joueur est attaquée.

Une quatrième voix, celle du commandant alien, intervient uniquement en fin de partie, pour signaler laconiquement que la bataille est terminée (« The battle is over »).

## Développement
Brian Dougherty commence le développement en 1981, mais il quitte l'équipe peu de temps après pour aller fonder Imagic avec quelques autres anciens d'Atari et de Mattel. Mike Minkoff prend le relais quelque temps, puis, promu manager, il passe la main au duo composé de Bill Fisher et Steve Roney, qui mènera le projet à son terme.
Bill Fisher et Bill Goodrich composent les effets sonores. L'actrice Keri Tombazian prête sa voix à l'ordinateur de bord du vaisseau,.
Trois versions supplémentaires du jeu sont développées plus tard : Gli Spartani Dello Spazio, Les Spartiates de l'espace et Spartaner Aus Dem All, corrigeant quelques bogues mineurs et comprenant respectivement des enregistrements vocaux en italien, en français et en allemand. Destinées au marché européen et annoncées pour l'été 1983, elles ne seront finalement jamais mises en vente, Mattel ayant entre-temps renoncé à commercialiser le module Intellivoice à l'international.

## Héritage
Space Spartans est présent, émulé, dans la compilation Intellivision Lives! (en) sortie sur diverses plateformes.
Space Spartans fait partie des jeux intégrés dans la console Intellivision Flashback, sortie en 2014.